# Western Canadian Place
Western Canadian Place est un ensemble de gratte-ciel de bureaux construit à Calgary au Canada en 1983.
Il est composé de deux tours;
- Western Canadian Place North, 164 m, 41 étages, 60 715 m2 de surface de plancher
- Western Canadian Place South, 128 m, 32 étages, 38 975 m2 de surface de plancher

L'immeuble a été conçu par l'agence d'architecture The Cohos Evamy Partners
Le complexe a été vendu pour 230 675 000 $ en juillet 2004.